# پلوتونیوم-۲۳۹
پلوتونیوم ۲۳۹ یکی از ایزوتوپهای پلوتونیوم است. پلوتونیوم ۲۳۹، اولین ایزوتوپ شکاف‌پذیر از پلوتونیوم است که در جنگ‌افزارهای هسته‌ای به‌کار برده شد. گرچه از اورانیوم-۲۳۵ (به عنوان دومین ایزوتوپ) هم در ساخت این نوع جنگ‌افزار استفاده شده‌است. پلوتونیوم ۲۳۹ (همراه با اورانیوم-۲۳۵ و اورانیوم-۲۳۳)، یکی از سه سوخت اصلی رآکتورهای هسته‌ای می‌باشد.
نیمه عمر پلوتونیوم ۲۳۹ بین ۲۴ تا ۱۱۰ سال است. خواص هسته‌ای پلوتونیوم ۲۳۹ باعث شده که از آن در جنگ‌افزارهای هسته‌ای و نیروگاه‌های هسته‌ای استفاده شود.